# Alfred Winterstein (Chemiker)
Alfred Winterstein (* 7. Februar 1899 in Zürich; † 16. September 1960 in Tokio) war ein Schweizer Chemiker und Dozent.

## Leben
Alfred Winterstein wurde am 7. Februar 1899 in Zürich geboren, wo er die Primarschule und anschliessend das Realgymnasium besuchte. Durch die berufliche Tätigkeit seines Vaters Ernst Winterstein, welcher als ordentlicher Professor für allgemeine und physiologische Chemie an der Eidgenössischen Technischen Hochschule (ETH) Zürich lehrte, kam er bereits seit Kindsbeinen an mit der Chemie in Kontakt. So nahm er im Herbst 1917 an der ETH sein Studium der Chemie auf. Nach dem Abschluss 1921 vertiefte er sich mit seiner Dissertation im Bereich Biochemie in Saponine und promovierte 1923 bei Hermann Staudinger (Nobelpreis 1953).
Anschliessend wurde er Assistent seines Lehrers und späteren Nobelpreisträgers Richard Kuhn. Im Jahr 1929 habilitierte sich Winterstein mit seiner Arbeit „Zur Kenntnis der Aethtylenbindung“ unter Kuhn. Im selben Jahr wurde dieser als Leiter der chemischen Abteilung des neu gegründeten Kaiser-Wilhelm-Instituts (seit 1948 Max-Planck-Institut) für medizinische Forschung nach Heidelberg berufen wohin ihm Winterstein folgte.

## Deutschland
Alfred Winterstein erwarb wenig später mit seiner Antrittsvorlesung „Die chemischen Grundprobleme des Lebens“ eine zweite venia legendi. In Heidelberg wuchs sein Interesse an biochemischen Problemen. Nebst weiteren Untersuchungen der Saponinreihe befasste er sich vorwiegend mit pflanzlichen Naturstoffen, besonders mit der Konstitutions- und Strukturaufklärung von Carotinoiden.
So hat sich Winterstein im Arbeitskreis um Richard Kuhn besonders verdient gemacht, als er alte Versuche des russischen Botanikers Michail Zwet zur chromatographischen Trennung des Chloropyhlls wieder aufnahm und zeigen konnte, dass sich durch Adsorption an Puderzucker eine präparative Trennung von Chlorophyll a und b durchführen lässt.
Damit trug Alfred Winterstein massgeblich zum baldigen Erfolg dieser neuen Trennmethode bei. Seine detaillierten Arbeitsanleitungen über die „Fraktionierung und Reindarstellung von Pflanzenstoffen nach dem Prinzip der chromatographischen Adsorptionsanalyse“ 1933 in Kleins Handbuch der Pflanzenanalyse und seine zahlreichen Vorträge mit Demonstrationsversuchen verhalfen der Chromatographie in kürzester Zeit zum endgültigen Durchbruch. Über 60 Publikationen von Winterstein während dieser Zeit zeugen von der intensiven Forschung auf diesem Gebiet.
Durch einen von Winterstein im Jahre 1933 in Cambridge gehaltenen Vortrag, in welchem dieser die Trennung von rohem Carotin über eine Calciumcarbonatsäule vorführte erhielt der britische Nobelpreisträger Archer J. P. Martin so auch erste Anregungen für seine späteren, grundlegenden theoretischen und praktischen Chromatographiearbeiten.

## Schweiz
Resultierend aus den Forschungen zu Carotin vertiefte sich Wintersteins Schaffen in Richtung Hämatologie. So wurde er 1934 als Leiter einer biochemischen Arbeitsgruppe nach Basel zum Pharmakonzern Hoffmann-La Roche berufen. Zu dieser Zeit begann und förderte der deutsche Arzt und Hämatologe Rudolf Jürgens bei Roche ein Blutgerinnungsprogramm. Hier fand Winterstein das Terrain für seine weitere Forschung der Blutgerinnung und Gefässkrankheiten und damit der Diagnose, Prophylaxe und Behandlung von Thrombosen, Embolie und Herzinfarkt. In diesen Fragen hatte er in seinem Bruder Oscar Winterstein, Professor für Chirurgie an der Universität Zürich, einen idealen Forschungspartner – eine direkte Verbindung vom Labor zum Krankenbett.
Wintersteins Abteilung gelang in dieser Zeit eine Reihe erfolgreicher Produkte unter den Handelsnamen Liquemin, Synkavit, Dicumarol, Thrombokinase, Heparin, Trombin und einige mehr.
1953 entwickelte Alfred Winterstein mit seinem Team Phenprocoumon, besser bekannt unter dem Handelsnamen Marcoumar. Es stellt hinsichtlich seiner Karriere die wohl bedeutendste Leistung dar, da der Blutgerinnungshemmer auch heute noch in grossem Masse verwendet wird.
Weitere 50 Veröffentlichungen zu diesem Themenkomplex zeugen von der intensiven Forschung auf diesem Gebiet, während Winterstein seine Tätigkeit als Dozent an der ETH im Bereich Biochemie weiterführte.
Im September 1960 starb Alfred Winterstein, inzwischen als Hämatologe von Weltruf angesehen, während einer Vortragsreise durch Asien in Tokio. Er hinterliess eine Ehefrau sowie zwei Söhne.